# Château Calmeyn

Le château Calmeyn est un château situé à Drogenbos, au sud de Bruxelles. Ce château de style italien, dessiné par l’architecte Jean-Pierre Cluysenaar, est construit en 1852 et 1853 sur un domaine de 50 ha qui faisait partie de la forêt de Soignes. Il était appelé château Rey avant d’être le château de la famille Calmeyn, dont firent partie plusieurs bourgmestres de Drogenbos.